# Нонна Бретонский
Нонна — святой епископ Армахский. День памяти — 15 июня.
Ученик святого Деви, покровителя Уэльса, Нонна, как сообщается, был в VI веке епископом Армахским, что в Гибернии, прежде чем пересечь Ла-Манш на каменном корабле (в повествованиях тех времён нередко говорится о таком способе пересечения водного пространства), чтобы вести молитвенную жизнь в Арморике, нынешняя Бретань. Этот каменный корабль (полусферическая стела со знаками) в настоящее время находится в пятидесяти метрах от часовни Сен-Ви в Трегеннеке, что в краю Бигуденском.
Согласно преданию, он поселился сначала на острове Сен-Нонна (Enez Nonn) недалеко от Сен-Пьера, а затем в Треультре (Tréoultré). В Пенмарке он перекатил большой камень (он всё ещё находится рядом с церковью) и отдыхал только дважды, у источника, получившего его имя, и (исчезнувшего) Святого креста, располагавшегося неподалёку от Кереллека (Kérellec), где находится скала святого Нонны с отпечатком его локтя.
Святой Нонна установил свою хижину в Пенмарке, либо на месте нынешней приходской церкви Сен-Нонна, либо на месте часовни в Пенити (pénity, что на бретонском языке означает хижина отшельника), к западу от посёлка Пенмарк.
Сообщается, что святой Нонна в старости жил в Леоне, он умер в Сен-Вуге около 585 года.